# Leszek Lichy
Leszek Lichy (ur. 11 marca 1933 w Tarnobrzegu) – polski lekkoatleta i działacz sportowy, reprezentant klubu Stal Mielec.

## Przebieg kariery
Lichy zaczął trenować lekkoatletykę w 1948 w Ogniwie Tarnobrzeg, a następnie przeszedł do klubu SKS Technik Ropczyce, którego był współzałożycielem. W 1952, po zdaniu matury w Liceum Mechanicznym w Ropczycach rozpoczął pracę w Wydziale Narzędziowym WSK Mielec, do której został skierowany – osiągnął tam stanowisko kierownika planowania. 
Trenował nadal, w Stali Mielec. Jego specjalnością były sprinty i wieloboje. Między 1955 a 1959 kilkukrotnie zdobywał tytuły mistrza województwa. Jego rekordy życiowe wynosiły: 11,1 s w biegu na 100 metrów, 23,4 s w biegu na 200 metrów i 50,4 s na 400 metrów.
Od 1953 był trenerem w Stali. Przyczynił się do sukcesów sekcji lekkoatletycznej. W 1968 ukończył trenerskie studia na WSWF w Poznaniu. W latach 1970–1978 prowadził sekcje sprinterów i płotkarzy w Stali. Między 1978 a 1991 pracował na zmianę w WSK i FKS Stal Mielec. OD 1985 jest przewodniczącym Kolegium Sędziów OZLA w Rzeszowie.

## Wyróżnienia
Lichy został wyróżniony m.in. Złotym Krzyżem Zasługi, Złotą Odznaką PZLA i Medalem 100-lecia Sportu Polskiego.